# Siluriforme
Siluriformele sau somnii (Siluriformes, numiți și Nematognathi) este un ordin foarte distinct  de pești actinopterigieni, unii marini, cei mai mulți dulcicoli, cu lungimi între 4 cm și 4,5 m și pot cântări până la 300 kg. Corpul lor este de obicei mucos și golaș, lipsit  de solzi sau acoperit cu plăci osoase. Înotătoarea dorsală este scurtă, de regulă există o a doua înotătoare dorsală, adipoasă. Prima rază cornoasă a înotătoarei dorsale anterioare și a înotătoarelor pectorale este transformată de regulă într-un spin puternic. Gura neprotractilă este prevăzută cu dinți mici și cu 1-4 perechi de mustăți. Intestinul este lipsit de apendice pilorice. Vezica înotătoare este mare și se împarte în două jumătăți posterioare și o cameră anterioară, care comunică cu urechea prin aparatul lui Weber. La siluriforme aparatul lui Weber este mai complex decât la cipriniformele înrudite. Oasele parietale sunt concrescute cu supraoccipitalul; maxilarele de regulă rudimentare; simplecticul și subopercularul lipsesc; centura scapulară este solid fixată de craniu prin posttemporal, prima vertebră este sudată ca bazioccipitalul și cu cele patru vertebre din urma sa; parapofizele sudate cu vertebrele.
Siluriformele sunt un grup mare de pești, care cuprinde aproximativ 2867 de specii, repartizate în aproximativ 446 de genuri și 35 de familii.  Dintre acestea, aproximativ 1727 de specii (cu excepția celor din familia Ariidae care sunt strict marine) sunt răspândite în America, mai ales în America de Sud. Multe specii mici sunt specii obișnuite de acvariu; speciile mari sunt folosite în alimentație. Acești pești sunt cunoscuți începând din cretacic.
În clasificările mai vechi siluriformele erau incluse în ordinul cipriniforme, ca un subordin numit Siluroidei.
În România sunt răspândite 4 specii de siluriforme:
1. Silurus glanis (din familia Siluridae)   – somn
2. Ameiurus nebulosus (din familia Ictaluridae) – somn pitic
3. Ameiurus melas (din familia Ictaluridae) – somn negru
4. Ictalurus punctatus (din familia Ictaluridae) – Somnul de canal, Peștele pisică, Peștele pisică de canal